# Nils Økland
Nils Økland (Haugesund 7 januari 1961) is een Noors violist. Alhoewel opgeleid tot klassiek violist, vergaarde hij zijn grootste bekendheid met het bespelen van de Hardangerviool. Ook bespeelt hij de viola d'amore.
Okland kreeg vioollssen van Terje Tønnesen, die eerste violist van het Oslo Filharmoniske Orkester. Hij studeerde aan de Noorse Staatsacademie voor Muziek maar ook in Boedapest. Het bespelen van de Hardangerviool leerde hij van Knut Hamre en Sigbjørn Berhoft Osa. De klassieke opleiding werd maar deels opgevolgd door een loopbaan in de klassieke muziek. Hij speelde van folk tot rock tot jazz in groepen als Løver og Tigre (Leeuwen en tijgers), Balkansemblet, een ensemble met Bjørnar Andresen, Skinn og Bein (huid en been) en speelde samen met Supersilent in een uitzending voor BBC3 (The wire sessions live 2000). Vanaf 1996 verschenen ook soloalbums van hem. Ondanks een druk bezet schema vond hij nog tijd om leiding te geven aan het orkest van het Ole Bull Academy (Ole Bull was een wereldberoemd violist) en speelde onder meer bij Benedicte Maurseth, Knut Hamre, Kari Bremnes, Alf Cranner, Karoline Krüger, Hans Fredrik Jacobsen en Christian Wallumrød. Als Hardanagerviolist voerde hij ook het Concert voor hardangerviool en orkest van Geirr Tveitt uit.

## Discografie
- 1996: Blå harding
- 1999: Horizon
- 2000: Straum (Rune Grammophon)
- 2004: Bris (Rune Grammophon)
- 2005: Ein song frå die utsungne stunder
- 2009: Monograph (ECM Records)
- 2011: Lisøen: Hommage à Ole Bull (ECM Records)

- Bibsys: 90159901
- Bibliothèque nationale de France: cb145095395 (data)
- Gemeinsame Normdatei: 135304989
- International Standard Name Identifier: 0000 0000 7971 5738
- Library of Congress Control Number: no2005096152
- MusicBrainz: a04ad580-d516-41d2-9eb2-d3b711fa9efb
- Nationale Bibliotheek van Israël: 987007352806005171
- Réseau des bibliothèques de Suisse occidentale: 02-A016777409
- Système universitaire de documentation: 077442555
- Virtual International Authority File: 19912847
- WorldCat: E39PBJf8qbkBCXwB3yDGG69dQq